# Severin Lüthi
Severin Lüthi (Berna, 5 gennaio 1976) è un allenatore di tennis ed ex tennista svizzero.
Attualmente è il capitano non giocatore della squadra svizzera di Coppa Davis ed è stato per 15 anni allenatore di Roger Federer.

## Biografia
Il suo miglior piazzamento in singolare corrisponde alla 622ª posizione mondiale, raggiunta il 23 ottobre 1995. Meglio ha giocato nel doppio, in cui, il 25 novembre 1996, lo svizzero raggiunse la 448ª posizione mondiale. Allenatore della squadra svizzera di Coppa Davis a partire dal 2005, dal 2007 al 2022 è stato allenatore di Roger Federer, ritiratosi nel medesimo anno. Tra dicembre 2023 e gennaio 2024 ha lavorato come allenatore di Holger Rune.